# ياإيل ستون
ياإيل ستون (بالإنجليزية: Yael Stone)‏ هي ممثلة أسترالية، ولدت في 6 مارس 1985 في سيدني في أستراليا.

## أعمال

### مسلسلات
- البرتقالي هو الأسود الجديد

## وصلات خارجية
- ياإيل ستون على موقع IMDb (الإنجليزية)
- ياإيل ستون على موقع ألو سيني (الفرنسية)
- ياإيل ستون على موقع أول موفي (الإنجليزية)
- ياإيل ستون على موقع قاعدة بيانات الفيلم (الإنجليزية)
- ياإيل ستون على موقع كينوبويسك (الروسية)